# Лопес, Макси
Максимилиа́но Гасто́н Ло́пес, более известный как Ма́кси Лопес (исп. Maximiliano Gastón López, Maxi López; 3 апреля 1984, Буэнос-Айрес) — аргентинский футболист, игравший на позиции нападающего. Также имеет итальянский паспорт, который позволял ему играть в Евросоюзе, не считаясь легионером.

## Биография
Начал карьеру в 1997 году в клубе «Ривер Плейт». В 17 лет дебютировал во взрослой команде. В «Ривер Плейт» был одним из ведущих игроков, выиграл в его составе Клаусуру в 2002, 2003 и 2004 годах. В январе 2005 года «Барселона» приобрела его за 6,2 млн евро после травмы Хенрика Ларссона. Дебютировал в команде в матче против «Челси» в Лиге чемпионов. Не стал постоянным игроком команды. Покинул «Барселону» в начале сезона 2006/07, уехав в аренду в «Мальорку», где он не оправдал ожиданий, забив только 2 гола в 25 матчах. 16 августа 2007 года подписал контракт с российским клубом «Москва», сумма трансфера составила 2 млн евро. В сезоне-2007 в 9 матчах забил 6 голов. В 2009 году выступал на правах аренды за «Гремио» (Порту-Алегри), провёл 25 матчей, забил 11 голов. 20 января 2010 года перешёл в итальянскую «Катанию», подписав контракт на 4 года. 27 января 2012 года подписал контракт с итальянским «Миланом», куда перешёл на правах аренды до конца сезона с правом выкупа. 1 февраля 2012 года дебютировал за «Милан» в матче чемпионата Италии против «Лацио» выйдя на замену на 79-й минуте вместо Марка ван Боммела. Его команда на выезде уступила 0:2. Свой первый гол за «Милан» забил 11 февраля в выездном матче чемпионата Италии против «Удинезе», вышел на замену на 66-й минуте вместо Антонио Ночерино, а на 77-й минуте забил гол. Его команда выиграла 2:1.
10 июля 2012 года перешёл в «Сампдорию» на правах годичной аренды с возможным правом выкупа. Клуб не стал выкупать контракт игрока, но снова взял его в аренду в конце сезона 2013/14. 1 июля 2014 года Макси Лопес перешёл в «Кьево», а 13 января 2015 года стал игроком «Торино».
29 июля 2021 года объявил о завершении игровой карьеры.
В июле 2022 года вместе с партнёрами приобрёл долю в футбольном клубе «Бирмингем Сити», став первым уроженцем Аргентины среди владельцев английских команд. Сумма сделки, по сообщениям СМИ, составила 30 млн фунтов.

## Личная жизнь
Был женат, есть три сына: Бенедикто, Валентино и Константино. В 2013 году супруга Лопеса, телеведущая и модель Ванда Нара, бросила мужа ради на тот момент 20-летнего футболиста Мауро Икарди. Сама модель рассказала:

Когда мы были в Аргентине Макси изменял мне с гувернанткой. Они занимались сексом, пока я спала в другой комнате с детьми, — рассказывает Ванда. — А потом она — далеко не красавица, надо сказать — обвинила его в сексуальных домогательствах. Начался суд. Я видела 25 sms, подтверждающих, что речь шла о настоящей истории любви. Макси оправдали, однако это ничего не меняет. Я оставалась с ним только из-за детей. Я много раз его прощала, даже не знаю, как мне это удавалось. Когда я начала отношения с Мауро, то уже развелась с Макси. Я отказалась от всех его денег. Когда Макси узнал, что я влюблена в Мауро, то заявил, что я все ещё являюсь его женой. Его мучило, что я нашла хорошего, молодого, милого парня, который готов позаботиться обо мне и детях. Когда мы развелись, Макси сказал: «Кому ты нужна с тремя детьми? Ты останешься одна». Но случилось чудо. Мауро — сорокалетний, опытный мужчина в теле юноши. Он сказал мне, что хочет завести ребёнка, но прежде мы поженимся.

## Достижения

### Клубные
«Ривер Плейт»
- Чемпион Аргентины (3): Кл. 2002, Кл. 2003, Кл. 2004

«Барселона»
- Чемпион Испании (2): 2004/05, 2005/06
- Обладатель Суперкубка Испании (2): 2005, 2006
- Победитель Лиги чемпионов УЕФА: 2005/06

«Васко да Гама»
- Обладатель Кубка Гуанабара: 2019

### Индивидуальные
- Кубок Италии: 2017/18 (Лучший бомбардир кубка — 4 гола)

## Статистика

### Клубная статистика
| Клуб             | Сезон            | Лига | Лига | Кубок | Кубок | Континентальные | Континентальные | Другие | Другие | Всего | Всего |
| Клуб             | Сезон            | Игры | Голы | Игры  | Голы  | Игры            | Голы            | Игры   | Голы   | Игры  | Голы  |
| ---------------- | ---------------- | ---- | ---- | ----- | ----- | --------------- | --------------- | ------ | ------ | ----- | ----- |
| Ривер Плейт      | 2001/02          | 17   | 1    | —     | —     | 2               | 0               | —      | —      | 19    | 1     |
| Ривер Плейт      | 2002/03          | 6    | 1    | —     | —     | 1               | 0               | —      | —      | 7     | 1     |
| Ривер Плейт      | 2003/04          | 17   | 6    | —     | —     | 8               | 1               | —      | —      | 25    | 7     |
| Ривер Плейт      | 2004/05          | 16   | 5    | —     | —     | 3               | 2               | —      | —      | 19    | 7     |
| Ривер Плейт      | Всего            | 56   | 13   | —     | —     | 14              | 3               | —      | —      | 70    | 16    |
| Барселона        | 2004/05          | 8    | 0    | —     | —     | 2               | 1               | —      | —      | 10    | 1     |
| Барселона        | 2005/06          | 6    | 0    | 2     | 1     | 1               | 0               | —      | —      | 9     | 1     |
| Барселона        | Всего            | 14   | 0    | 2     | 1     | 3               | 1               | —      | —      | 19    | 2     |
| → Мальорка       | 2006/07          | 29   | 3    | 2     | 2     | —               | —               | —      | —      | 31    | 5     |
| → Мальорка       | Всего            | 29   | 3    | 2     | 2     | —               | —               | —      | —      | 31    | 5     |
| Москва           | 2007             | 9    | 6    | —     | —     | —               | —               | —      | —      | 9     | 6     |
| Москва           | 2008             | 13   | 3    | —     | —     | 1               | 0               | —      | —      | 14    | 3     |
| Москва           | Всего            | 22   | 9    | —     | —     | 1               | 0               | —      | —      | 23    | 9     |
| → Гремио         | 2009             | 25   | 12   | —     | —     | 9               | 4               | 7      | 1      | 41    | 17    |
| → Гремио         | Всего            | 25   | 12   | —     | —     | 9               | 4               | 7      | 1      | 41    | 17    |
| Катания          | 2009/10          | 17   | 11   | —     | —     | —               | —               | —      | —      | 17    | 11    |
| Катания          | 2010/11          | 35   | 8    | 2     | 2     | —               | —               | —      | —      | 37    | 10    |
| Катания          | 2011/12          | 14   | 3    | 2     | 2     | —               | —               | —      | —      | 16    | 5     |
| Катания          | 2013/14          | 12   | 1    | 1     | 0     | —               | —               | —      | —      | 13    | 1     |
| Катания          | Всего            | 78   | 23   | 5     | 4     | —               | —               | —      | —      | 83    | 27    |
| → Милан          | 2011/12          | 8    | 1    | 2     | 1     | 1               | 0               | —      | —      | 11    | 2     |
| → Милан          | Всего            | 8    | 1    | 2     | 1     | 1               | 0               | —      | —      | 11    | 2     |
| → Сампдория      | 2012/13          | 17   | 4    | 1     | 1     | —               | —               | —      | —      | 18    | 5     |
| → Сампдория      | 2013/14          | 11   | 1    | —     | —     | —               | —               | —      | —      | 11    | 1     |
| → Сампдория      | Всего            | 28   | 5    | 1     | 1     | —               | —               | —      | —      | 29    | 6     |
| Кьево Верона     | 2014/15          | 13   | 1    | 1     | 0     | —               | —               | —      | —      | 14    | 1     |
| Кьево Верона     | Всего            | 13   | 1    | 1     | 0     | —               | —               | —      | —      | 14    | 1     |
| Торино           | 2014/15          | 18   | 8    | 1     | 0     | 4               | 3               | —      | —      | 23    | 11    |
| Торино           | 2015/16          | 26   | 4    | 3     | 2     | —               | —               | —      | —      | 29    | 6     |
| Торино           | 2016/17          | 16   | 2    | 2     | 1     | —               | —               | —      | —      | 18    | 3     |
| Торино           | Всего            | 60   | 14   | 6     | 3     | 4               | 3               | —      | —      | 70    | 20    |
| Удинезе          | 2017/18          | 28   | 2    | 1     | 4     | —               | —               | —      | —      | 29    | 6     |
| Удинезе          | Всего            | 28   | 2    | 1     | 4     | —               | —               | —      | —      | 29    | 6     |
| Васко да Гама    | 2018             | 19   | 7    | —     | —     | —               | —               | —      | —      | 19    | 7     |
| Васко да Гама    | 2019             | 5    | 2    | 8     | 1     | —               | —               | —      | —      | 13    | 3     |
| Васко да Гама    | Всего            | 24   | 9    | 8     | 1     | —               | —               | —      | —      | 32    | 10    |
| Кротоне          | 2019/20          | 14   | 1    | —     | —     | —               | —               | —      | —      | 14    | 1     |
| Кротоне          | Всего            | 14   | 1    | —     | —     | —               | —               | —      | —      | 14    | 1     |
| Всего за карьеру | Всего за карьеру | 361  | 83   | 20    | 16    | 32              | 11              | 7      | 1      | 420   | 111   |